# Jean-Pierre Crovetto
Jean-Pierre Crovetto (ur. 20 czerwca 1942 w Monako) – monakijski żeglarz, olimpijczyk.
Uczestnik Letnich Igrzysk Olimpijskich 1960. Wystartował w klasie Dragon na łodzi Damoiselle IV (skład zespołu: Gérard Battaglia, Jean-Pierre Crovetto, Jules Soccal). Z dorobkiem 1279 punktów zajęli 23. pozycję wśród 27 załóg.
Brał udział w igrzyskach śródziemnomorskich w 1963, na których Monakijczycy zdobyli swój pierwszy medal w imprezie międzynarodowej tej rangi. Został brązowym medalistą w klasie Snipe – jego partnerem był Gérard Battaglia.